# Riskin' It All
Riskin' It All er det fjerde studiealbum fra den danske rockgruppe D-A-D, der udkom den 14. oktober 1991. Til Dansk Grammy 1992 blev albummet kåret til Årets danske heavyrock udgivelse og videoen til "Bad Craziness", lavet af Thorleif Hoppe m.fl., blev kåret til Årets danske musikvideo. Produceren Nikolaj Foss fik desuden titlen Årets danske producer for albummet. Ved GAFFA-Prisen 1991 modtog gruppen priser for Årets album, årets band, og Årets musikvideo ("Bad Craziness").
Riskin' It All solgte 450.000 eksemplarer på verdensplan, heraf 130.000 eksemplarer i Danmark. I USA solgte albummet 60.000 eksemplarer på under ét år, og som følge af dette valgte Warner Bros. Records ikke at forlænge deres internationale kontrakt med D-A-D.
Nummeret "Laugh 'n' a ½" blev certificeret guld af IFPI i 2018.

## Spor
| Nr.           | Titel                             | Længde |
| ------------- | --------------------------------- | ------ |
| 1.            | "Bad Craziness"                   | 3:17   |
| 2.            | "D-Law"                           | 3:50   |
| 3.            | "Day Of Wrong Moves"              | 3:58   |
| 4.            | "Rock'n'Rock Radar"               | 2:37   |
| 5.            | "Down That Dusty 3'rd World Road" | 4:26   |
| 6.            | "Makin' Fun Of Money"             | 4:08   |
| 7.            | "Grow Or Pay"                     | 5:01   |
| 8.            | "Smart Boy Can't Tell Ya"         | 3:16   |
| 9.            | "Riskin' It All"                  | 2:39   |
| 10.           | "Laugh 'n' a ½"                   | 3:32   |
| Total længde: | Total længde:                     | 36:47  |

- Internationalt blev "I Won't Cut My Hair" (5:21) inkluderet som et femte spor imellem "Rock'n'Rock Radar" og "Down That Dusty 3'rd World Road".

## Hitlister
| Hitliste (1991-1992)                         | Højeste placering |
| -------------------------------------------- | ----------------- |
| Australian Albums (ARIA Charts)              | 80                |
| Danish Albums (Hitlisten)                    | 1                 |
| Finnish Albums (The Official Finnish Charts) | 17                |
| Norge (VG-lista)                             | 14                |
| Sverige (Sverigetopplistan)                  | 17                |